# Новоітікеєво
Новоітіке́єво (рос. Новоитикеево, башк. Яңы Этекәй) — присілок у складі Аургазинського району Башкортостану, Росія. Входить до складу Батирівської сільської ради.
Населення — 425 осіб (2010; 419 в 2002).
Національний склад:
- башкири — 61%
- татари — 37%